# Chrétien de Troyes
Chrétien de Troyes (n. anii 1130, Troyes, Comitatul de Champagne, Franța – d. anii 1180, Flandra, Țările de Jos) a fost un poet și trubadur francez care s-a remarcat la sfârșitul secolului al XII-lea. Se cunosc puține date despre viața sa. Este autorul a cinci romane cavalerești din ciclul arthurian: Erec, Cliges, Lancelot, Yvain și Perceval. În primul său roman, Erec et Enide, afirmă că era originar din Troyes. Scria în dialectul din Champagne, iar intre anii 1160 și 1172 a lucrat la curtea Mariei de Champagne, fiica Contesei Eleanor de Aquitaine, probabil ca soldat. Operele sale inspirate din legenda Regelui Arthur sunt considerate a fi unele dintre cele mai bune scrieri medievale.
Se pare că a avut o educație bună, ca pentru un cleric. Perioada sa de creație a cuprins anii cca. 1160-1180. Unul din romanele sale, Lancelot, a fost realizat, conform afirmațiilor autorului, din însărcinarea contesei Marie de Champagne. Ultima sa scriere, rămasă neterminată, Perceval sau Povestea Graalului, îi este dedicată contelui Filip de Flandra.
Publicul său consta din astfel de domnitori, susținători financiari ai creației sale, împreună cu consoartele lor și alte curtene și domnițe, precum și nobilii din armată și administrație care își duceau viața la curte. Creația sa ilustrează perioada de glorie a acestor conducători teritoriali mai mult sau mai puțin puternici (conți, baroni etc.), ale căror curți rivalizau în secolele al XI-lea și al XII-lea, din punct de vedere al puterii și cultruii, cu cele ale regilor francezi.